# Arthroleptis lameerei
Arthroleptis lameerei es una especie de anfibios de la familia Arthroleptidae.
Habita en Angola, Burundi y la República Democrática del Congo.
Sus hábitats naturales son los bosques tropicales o subtropicales secos y a baja altitud y las sabanas secas.